# Chine aux Jeux paralympiques d'été de 2008
La Chine fut le pays hôte des Jeux paralympiques d'été de 2008. Elle fut représentée par 332 athlètes, qui ont participé à l'ensemble des vingt catégories sportives des Jeux. Il s'agissait de la plus importante délégation jamais envoyée par la Chine aux Jeux paralympiques. La Chine s'était classée en tête du tableau des médailles aux Jeux d'Athènes en 2004.

## Liste des médaillés chinois

### Médailles d'Or
| Sport                 | Discipline     | Sportifs  | Performance |
| Médailles d'or :      |                |           |             |
| Athlétisme handisport | 100 mètres T36 | Wang Fang | 13 s 82     |
| Athlétisme handisport | 200 mètres T36 | Wang Fang | 29 s 57     |

### Médailles d'Argent
| Sport                | Discipline | Sportifs | Performance |
| Médailles d'argent : |            |          |             |

### Médailles de Bronze
| Sport                 | Discipline | Sportifs | Performance |
| Médailles de bronze : |            |          |             |